# 沙面堂

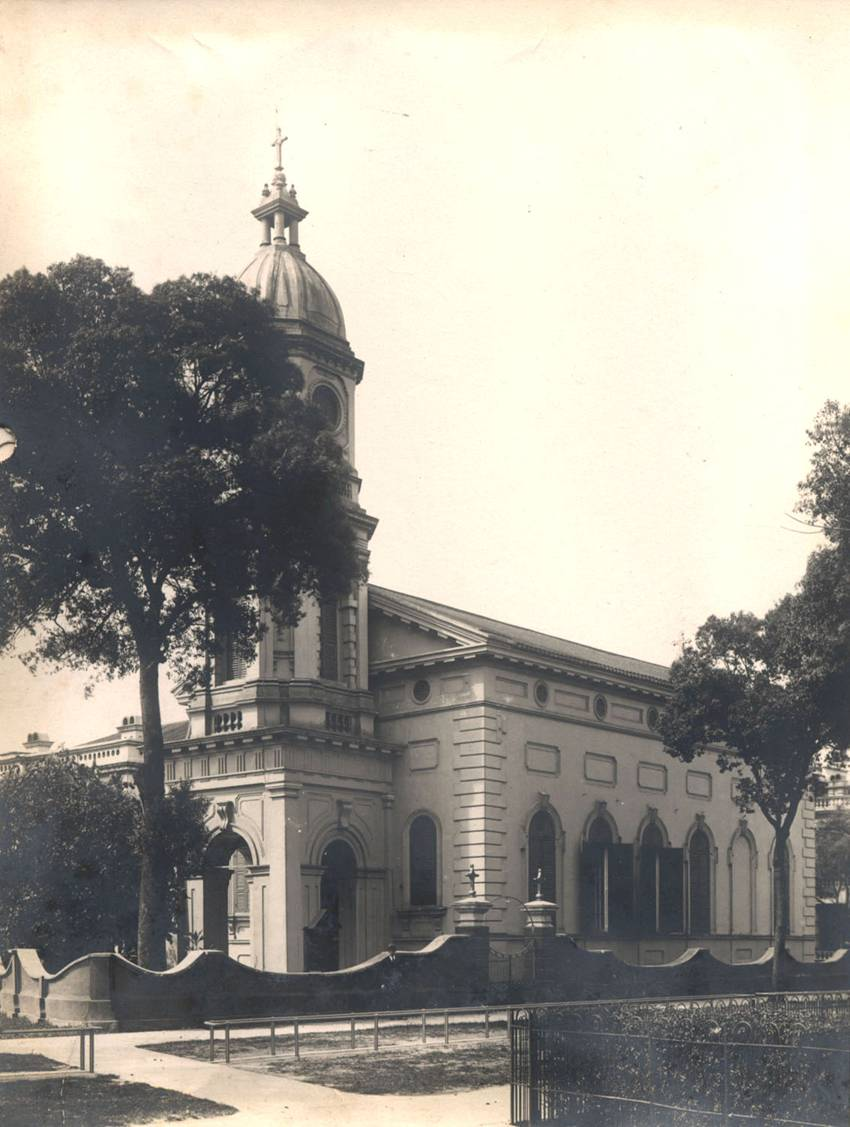
1900年代的外觀

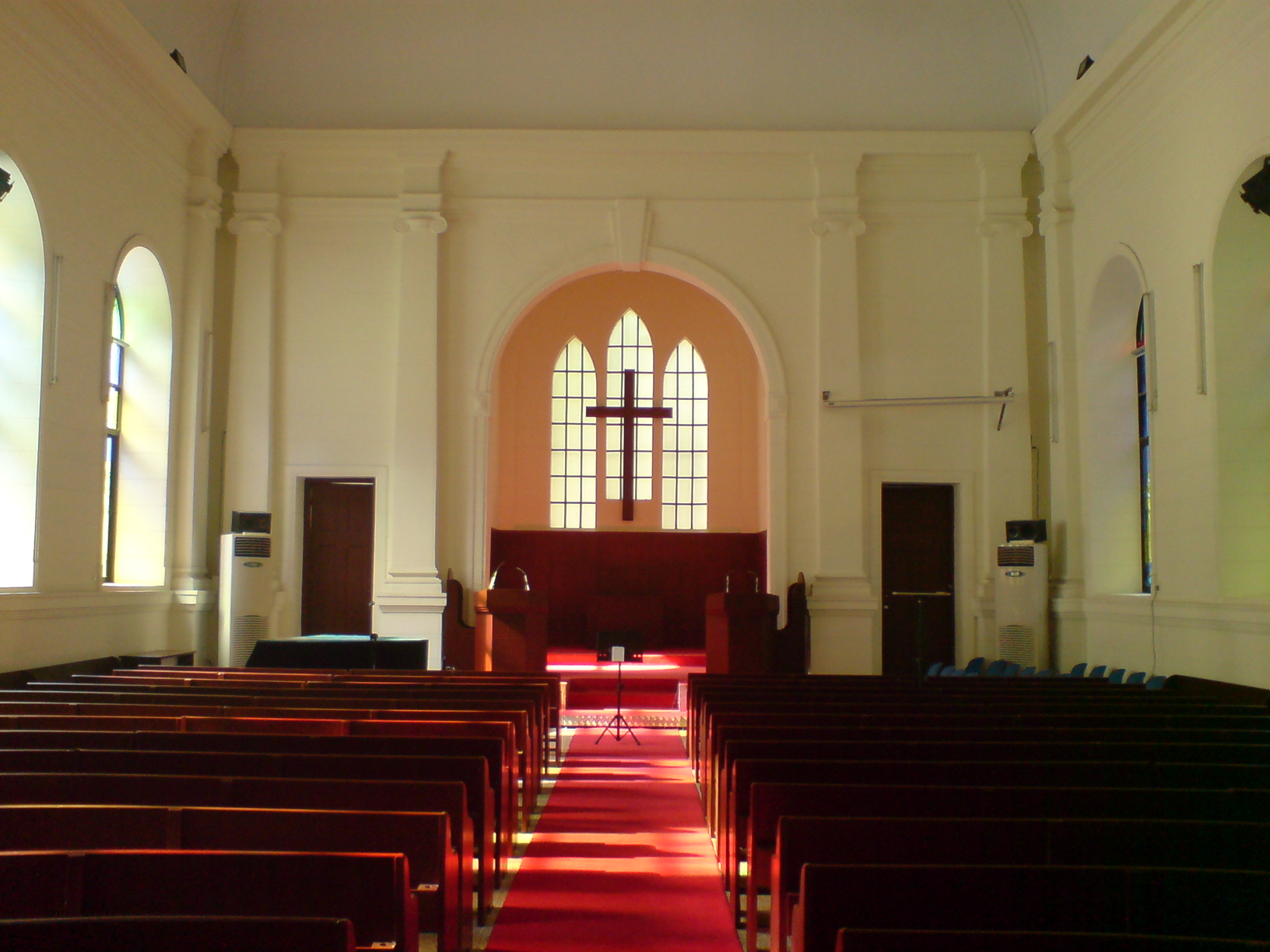
沙面教堂内的礼拜堂

沙面堂（全称为广东省基督教沙面会堂，亦称基督教沙面堂或沙面基督堂）是中國廣東省廣州市一座基督教新教教堂，位於荔灣區沙面南街60號。

## 历史
該教堂最初是英国圣公会在沙面广州英租界设立的一座专供外侨礼拜的教堂。英国驻华公使利用清政府支付的赔款，本利共18464.20银元，于1861年开始筹建，1865年前后建成礼拜堂。
1885至1889年间，广州基督教协会与在广州传道的不同宗派多次商议，后者可以在沙面堂举行礼拜活动，沙面堂为不同宗派的仪式提供帮助。1894年，英国驻广州总领事馆更以文件形式，公布允许新教其他宗派使用沙面堂，只是英国圣公会优先。
沙面堂及其前身十三行礼拜堂历来有圣公会背景。长期以来，英国政府为广州的英国侨民派出特遣牧师并提供牧养。在沙面堂开放给多宗派使用后，英国政府便不再负担，相关事务交由广州基督教协会料理。
从1870年开始，沙面堂由广州基督教协会自立给养。1895年，广州基督教协会名义上结束了对沙面堂的管治，此后的教会事工由香港的圣公会衔接。1906年，沙面堂正式隶属圣公会維多利亞教區，及後由中华圣公会港粤教区“巡牧制度”治理。
1896年，Maude Carrall或Muriel Carrall为该教堂拍摄了照片。
第二次世界大战以后中国政府收回沙面租界。沙面堂1949年后被政府部门占用，1989年由省基督教两会收回，1991年恢复宗教活动。1994年至2001年期间，沙面堂曾用作广东协和神学院第二院址。

## 建筑
沙面堂坐北向南，大堂1层，钟楼4层，占地310平方米，风格为仿古罗马式。教堂以西还有一座牧师楼，占地340平方米。

## 花窗画
大堂两侧墙上，各有6个高大的半圆拱顶长窗，镶有花窗画，以圣经故事为图案主题。
左侧花窗画描绘的是6个《旧约圣经》故事：伊甸园、挪亚方舟、亚伯拉罕献以撒、过红海、先知约拿、先知但以理。
右侧花窗画描绘的是6个《新约圣经》故事：圣子诞降、五饼二鱼、最后的晚餐、耶稣受难、耶稣升天、启示录。
大堂正门两侧各有一个花窗画，主题分别是读经和祷告。

## 聚会时间
- 周日8:00：禱告會
- 周日9:00：早堂主日崇拜（普通話/粵語）
- 周日11:00：午堂主日崇拜（普通話＆英語）
- 周日14:00：慕道信仰課程
- 周日19:30：晚堂主日崇拜（普通話）
- 周四19:30：查經聚會
- 周五19:30：以賽亞書